# Culicoides semimaculatus
Culicoides semimaculatus är en tvåvingeart som beskrevs av Jean Clastrier 1958.
Culicoides semimaculatus ingår i släktet Culicoides och familjen svidknott. Inga underarter finns listade i Catalogue of Life.